# Менаса
Менаса (на английски: Manassa) е град в окръг Конехос, щата Колорадо, САЩ. Менаса е с население от 1042 жители (2000) и обща площ от 2,4 km². Намира се на 2344 m надморска височина. ЗИП кодът му е 81141, а телефонният му код е 719.